# Valkyrie Profile
Valkyrie Profile (ヴァルキリープロファイル Varukiri Purofairu?,  subtitulado Lenneth desde PlayStation Portable) es un juego RPG para PlayStation desarrollado por el equipo Tri-Ace/Enix y publicado por Enix. Este juego salió al mercado en 1999 (Japón), y en el 2000 en Estados Unidos. Inspirado en la mitología escandinava, Valkyrie Profile presenta a la Valquiria (doncella guerrera) llamada Lenneth, en donde recorre Midgard en búsqueda de las almas de los guerreros caídos para servirlos como Einherjar o acompañarlos para enfrentar un Ragnarök -la batalla entre dioses- y entrenarlos eliminando enemigos o completando misiones. Debido a que el juego en PlayStation es pesado, se tuvo que dividir el juego en 2 CD-ROM. Una versión desarrollada por TOSE para PlayStation Portable fue lanzada en el año 2006.

## Argumento
Al empezar la historia, Platina iba a ser vendida por sus padres, pero una noche escapa con Lucian. Sin embargo, Platina inhaló las flores venenosas y muere en brazos de Lucian.
Pocos años después, Platina se reencarna en una Valquiria llamada Lenneth, a quien Odín, dada la inminencia del Ragnarök -la guerra de los dioses-, le asigna la misión de viajar a la tierra con el propósito de recolectar almas de guerreros humanos (Einherjar) cuya fuerza pueda ser puesta al servicio de los Æsir y con el propósito de detener al ejército Vanir. Las dos primeras almas que van a buscar son Jelanda y Arngrim. Arngrim insulta a su padre inadvertidamente, pero Jelanda busca venganza, pero es encontrada por el traidor ministro de la corte y posteriormente convertida en un monstruo. La valquiria interrumpe la batalla y ayuda a Arngrim a eliminar el monstruo y Jelanda es convertida en Einherjar. Arngrim, a pesar de que ayudó a los captores de Jelanda, mató al responsable y se suicidó antes de que lo arrestara. Por petición de Jelanda, Arngrim sería candidato a Einherjar, pero Odín, señor de Asgard, y Freiya detectó que no cumple con el requisito para ser candidato, y en consecuencia, Arngrim se queda en combate con la valquiria.

## Mecánica de juego
A diferencia de otros juegos de rol de la época, Valkyrie Profile más parece un juego de plataformas que uno de rol. La valquiria puede crear cristales de hielo, cortar con una de sus espadas, saltar, agachar, recoger objetos o lanzarlos. Dichos cristales se pueden cortar, lanzar si está rota o pararse encima. Si un enemigo interfiere en la creación del cristal, se congela, pero entrará en combate si la valquiria se acerca a uno descongelado o descongelándose o atacando, lo cual cambia de una escena de plataformas a una de lucha. Sin embargo, los enemigos tendrán la mitad de oportunidad para atacar primero.
El juego básicamente se trata de reclutar nuevos personajes para ser enviados al Valhalla, y el entrenamiento de estos en los muchos calabozos a lo largo de este.
Al viajar por el mapa de este mundo que es en 3D, Lenneth entra en una especie de Trance denominado concentración espiritual al presionar START, en el cual puede percibir un candidato a Einherjar, enemigos, ciudades, pueblos o calabozos. Entrar a la ciudad marcada en el mapa después de detectar a un candidato muestra una secuencia de escenas que presentan al nuevo personaje y la circunstancia de su muerte. Son 24 personajes en total, algunos de ellos solo son reclutables en difícil.
El juego se divide en 8 capítulos, al final de los cuales, y dependiendo de ciertas acciones realizadas por el jugador, se accede al área final, la cual es diferente según el final que se va a acceder. Cada capítulo está dividido en "Periodos" (16 en fácil, 24 en normal, 28 en difícil). Las acciones realizadas en cada capítulo gastan una cantidad determinada de periodos: señalizar guerreros caídos o enemigos gasta 2 o más periodos, entrar a un calabozo, sin importar cuanto tiempo se pase en él, gasta dos periodos, y visitar una ciudad gasta 1. Este sistema, junto con el hecho de que hay cantidades fijas de monstruos en cada calabozo, impide que el jugador pase mucho tiempo entrenando y subiendo de nivel, lo cual contribuye al grado de dificultad del juego, la cual es elevada aún para ser un RPG. Sin embargo, un jugador hábil puede hacer que le sobren al final de cada capítulo una buena cantidad de Periodos los cuales puede utilizar para subir de nivel, descansar o explorar ciudades. 
Es posible encontrar artefactos, pero si el usuario se queda con los objetos en vez de que la valquiria la envíe a Asgard, la reputación caerá a 0 y entrará al final C. La reputación aumenta si los artefactos y hasta 2 personajes por capítulo son enviados a Asgard, y en consecuencia, se obtendrá los otros 2 finales. El requerimiento de envío de personaje cambia en cada capítulo y dependerá del valor de héroe requerido.
Pasar cada calabozo implica desarrollar algún tipo de rompecabezas y atravesar áreas como si fuera un juego de plataformas, junto con los combates característicos. A diferencia de otros RPG, los combates no son aleatorios, ya que los monstruos son visibles en el escenario caminando de un lado hacia otro.
Al finalizar cada capítulo, el jugador es llamado por Freya, la cual basada en la reputación, su desempeño y el de los Einherjar enviados, le entrega MP (Puntos de Materialización), con los cuales se pueden materializar armas, pociones, armaduras, accesorios, etc., pero solo en el mapamundi o en los puntos de guardado. Los objetos pueden ser usados o equipados, materializados en otros objetos o convertidos en MP.
Los puntos de experiencia está dividido en 2 grupos: uno de ellos es eliminando enemigos y afecta a los personajes en batalla, pero el otro grupo corresponde a rompecabezas, en donde un puzle completo obtendrá experiencia y lo reparte a todos los personajes manualmente. El juego en sí consta de 3 dificultades: Fácil, en donde aparece algunos personajes pero se dificulta los combates en las escenas finales, Normal, en donde aparece más personajes, enemigos, mecanismos y calabozos, y Difícil, en donde todos los personajes tienen LV 1, pero hay más zonas de rompecabezas, y en consecuencia, más experiencia por puzle completo.
El juego presenta 3 finales: Mientras que los finales B y C se pueden ver en cualquier dificultad, el final A, en donde completa la historia, solo es posible completar ciertos objetivos en normal o difícil.

### Sistema de combate
El combate en este juego es basado en turnos, y a diferencia de la mayoría de RPG, no se basa en menús. Todos los personajes pueden atacar en simultáneo contra un enemigo en un turno. Los personajes son asignados a cada botón (○, △, □ o ×) manualmente. Pausando el juego tiene opciones de forzar término de turno, usar objetos o conjuros, cambiar de arma o escapar, pero contará como un turno usado si el personaje realiza una de las acciones o el grupo entero si se retira o fuerza a terminar el turno. Presionando una de esas 4 teclas asignará a uno de los 4 personajes a atacar. La cantidad de golpes por turno depende del arma equipada, ya que cada una tiene una cantidad de golpes especificada. Por el contrario, el(los) mago(s) del grupo ejecutarán un ataque mágico previamente establecido en el menú. Como si fuera un juego de pelea, saber encadenar correctamente los ataques permite realizar combos devastadores, El número de participantes contra un solo blanco se reduce si la barra HP del blanco cae a cero. 
A diferencia de los demás juegos de rol, Valkyrie Profile muestra la barra HP del blanco, el número de ataques consecutivos y, en el caso de que el blanco es un enemigo, la barra de PWS (Purify Weird Soul) se llena al aumentar el número de ataques, pero se reduce gradualmente en el turno actual y drásticamente en el siguiente turno. Si llega al 100%, el(los) personaje(s) tienen la opción de ejecutar un PWS, un ataque especial espectacular y bastante dañino para el enemigo. En el caso de los magos, el PWS usa una versión mejorada del conjuro utilizado, o uno nuevo llamado "Great Magic", la cual utiliza una combinación de conjuros de ataque. 
Ejecutar un PWS o una Great Magic llena el CT (tiempo de carga), y los personajes solo pueden volver a realizar un PWS cuando el CT llegue a 0. El CT remplaza a los puntos de magia, en el cual, los personajes deben esperar un número de turnos para cargar. En el caso de los magos, para poder usar magia también deben esperar a que el CT baje a cero, y solo podrá usar una habilidad de combate para atacar mientras que los magos se recargan. Atacando al enemigo se obtiene cristales de experiencia, gemas de fuego que reduce el CT y cofres como botín de guerra que se abrirá al terminar el combate y esconde varios objetos. Es posible convertir enemigos en cristales de experiencia mediante objetos.
Al empezar la batalla, la valquiria invocará a 3 de los guerreros einherjar y dependerá de su DME (Defense Matrix Energy, energía matrix defensiva, por sus siglas en inglés). Los guerreros no pueden ser invocados si su DME está en 0, pero pueden invocarse a mitad de batalla usando objetos o conjuros para revivir unidades, y abandonan el campo si son eliminados. Si la valquiria es eliminada, debe revivir o terminar el combate dentro de 3 turnos, o el grupo será eliminado si se cumple ese plazo. Además, la valquiria no debe retirarse de su zona de batalla en todo el juego y revive automáticamente con DME en 1 si los guerreros escapan o ganan el combate. En caso de que no se cumple los requisitos para los finales A o B, cuando ocurre el ragnarok, las tropas de Æsir se enfrentan a la valquiria, eliminandola en el proceso, activando el final C y terminando el juego.
Otro aspecto importante son las armas que son 6 tipos: Espadas, espadas largas, katanas, lanzas, varas y arcos, y son asignados a cada clase: guerrero ligero, guerrero pesado, samurái, lancero, mago y arquero, respectivamente. Algunos personajes pueden portar dos o más tipos de arma y altera su PWS. La valquiria puede portar espadas y arcos por igual, el cual cambia su PWS, "Nibelung Valesti". Sin embargo, cambiar el tipo de arma a la valquiria la deja indefensa al retirar sus protectores en el proceso. Algunas armas corren el riesgo de romperse.

## Desarrollo
- La versión original japonesa fue lanzada a vísperas de Navidad de 1999. El juego se dividió en 2 CD-ROM debido al gran peso que contienen los vídeos y las voces originalmente japonesas.
- La versión norteamericana se incluyó nuevos vídeos, se dobló al inglés, todos los personajes pueden portar su armadura en vez de únicamente los personajes que están haciendo equipo con la valquiria y a esta se le puede cambiar libremente el armamento. Se censuró algunos detalles, pero la sangre, el alcoholismo y los comentarios sexuales permanecen. Se cortó las escenas de Badrach como fumador, pero las animaciones de victoria en donde él fuma permanece, sin el cigarro.
- El 2 de marzo de 2006, Valkyrie Profile: Lenneth se lanzó para PSP. Se trata de la conversión de la versión original japonesa, pero con los videos de la versión norteamericana, remplazando a los vídeos del anime. Adicionalmente se remplazaron algunos vídeos por escenas CGI.
- La versión norteamericana de Valkyrie Profile: Lenneth lanzada el 18 de junio de 2006 usa una versión mejorada de la versión original japonesa, se reutilizan las voces en inglés y parte de la censura de la versión norteamericana, se limpiaron los scripts de inglés de la versión original y se agregaron más voces. El pentagrama rosa de teletransporte de Lezard Valeth presente en la versión original japonesa y las dos versiones de  Valkyrie Profile: Lenneth solo cambió al círculo violeta en la versión original norteamericana.
- El 2018, Valkyrie Profile: Lenneth fue convertido para iOS y Android. En esta versión, incluye las actualizaciones de gráficos (cambios de fuente, vídeo, retratos e interfaz actualizados), una tienda para comprar coleccionables, y el uso de automatismo en batalla.